# تود بيترسون
تود بيترسون (بالإنجليزية: Todd Peterson)‏ هو لاعب كرة قدم أمريكية أمريكي، ولد في 4 فبراير 1970 في واشنطن العاصمة في الولايات المتحدة.

## وصلات خارجية
- تود بيترسون على موقع مرجع كرة القدم المحترفة.كوم (الإنجليزية)